# Šyroke (okres Berehovo)
Šyroke, česky dříve Vyšní Šard, ukrajinsky Широке, dříve Вишній Шард, maďarsky Felsősárad, je obec ve Vinohradivské městské komunitě, v okrese Berehovo, v Zakarpatské oblasti Ukrajiny. V roce 2001 v obci žilo 2 410 obyvatel.

## Historie
První písemná zmínka o této obci pochází z roku 1351. Do uzavření Trianonské smlouvy byla obec součástí Uherska, poté byla součástí Československa; v roce 1921 v obci žilo 1074 obyvatel, z toho 967 Rusínů a 107 Židů. Od 15. dubna 1939 byla obec součástí samostatného státu Karpatská Ukrajina; za několik dní pak bylo Zakarpatí obsazeno maďarskými vojsky. Od roku 1945 byla obec součástí Ukrajinské sovětské socialistické republiky, která byla součástí SSSR; od roku 1991 je součástí nezávislé Ukrajiny.